# João Ferraz
João Miguel Ferraz (Funchal, 8 de enero de 1990) es un jugador de balonmano portugués que juega de lateral derecho en el HSC Suhr Aarau. Es internacional con la selección de balonmano de Portugal.
Su primer gran campeonato con la selección fue el Campeonato Europeo de Balonmano Masculino de 2024.

## Palmarés

### Xico Andebol
- Copa de Portugal de balonmano (1): 2010

### Oporto
- Liga de Portugal de balonmano (3): 2013, 2014, 2015
- Supercopa de Portugal de balonmano (1): 2014

## Clubes
| Club            | País     | Año       |
| --------------- | -------- | --------- |
| Xico Andebol    | Portugal | 2007-2010 |
| Madeira Andebol | Portugal | 2020-2012 |
| FC Oporto       | Portugal | 2012-2015 |
| HSG Wetzlar     | Alemania | 2015-2019 |
| HSC Suhr Aarau  | Suiza    | 2019-Act. |